# Ceraia litoralis
Ceraia litoralis é uma espécie de orquídea de flores pequenas que duram muito pouco, mas que floresce diversas vezes ao ano, nativa da Nova Guiné e Queensland, na Austrália.